# Río Santa Cruz (Santa Catarina)
El río Santa Cruz es un río brasileño, en el estado de Santa Catarina. Forma parte de la Cuenca del Plata, nace en el municipio de Campos Novos, pasa por Zórtea y desemboca en el río Uruguay cerca de Celso Ramos.
- Datos: Q3432635